# 환석수
환석수(桓石綏, ? ~ 410년)는 중국 동진 말기의 인물로, 동진 안제에게 양위받아 초나라의 황제로 즉위한 환현의 친척(사촌)이며 자세히는 환온의 부친 환이의 손자다. 아버지는 정서장군(征西將軍) 환활(桓豁)이다.

## 생애
처음 관직은 사도좌장사였다가 환현이 안제에게 양위받아 환석수도 황족이 되자 황문랑과 좌위장군이 되었으나 얼마 못가 404년 환초세력이 유유에게 패배해 환현은 살해당하고 만다. 그러자 환석수는 강서(江西)지역으로 도망가 세력을 키운 뒤, 동진의 군현 역양(歷陽)을 공격했으나 유회숙(劉懷肅)에게 패배한다. 
이후 환석수는 410년 해적 노순이 난을 일으킨 틈을 타 낙구(洛口)에서 다시 군사를 일으켰다. 하지만 부흠(傅歆)의 명을 받은 부홍지에게 피살당했다. 같은 해 후진(後秦)으로 도망간 친척 환겸도 유도규에게 살해당하면서 환씨 세력은 완전히 소멸하였다.